# El Mastranto, Guadalupe
El Mastranto är en ort i Mexiko.   Den ligger i kommunen Guadalupe och delstaten Zacatecas, i den centrala delen av landet, 500 km nordväst om huvudstaden Mexico City. El Mastranto ligger 2 328 meter över havet och antalet invånare är 139.
Terrängen runt El Mastranto är kuperad åt nordväst, men åt sydost är den platt. Terrängen runt El Mastranto sluttar österut. Runt El Mastranto är det ganska tätbefolkat, med 160 invånare per kvadratkilometer. Närmaste större samhälle är Guadalupe, 7,1 km norr om El Mastranto. Omgivningarna runt El Mastranto är i huvudsak ett öppet busklandskap.